# Aloha Air Cargo

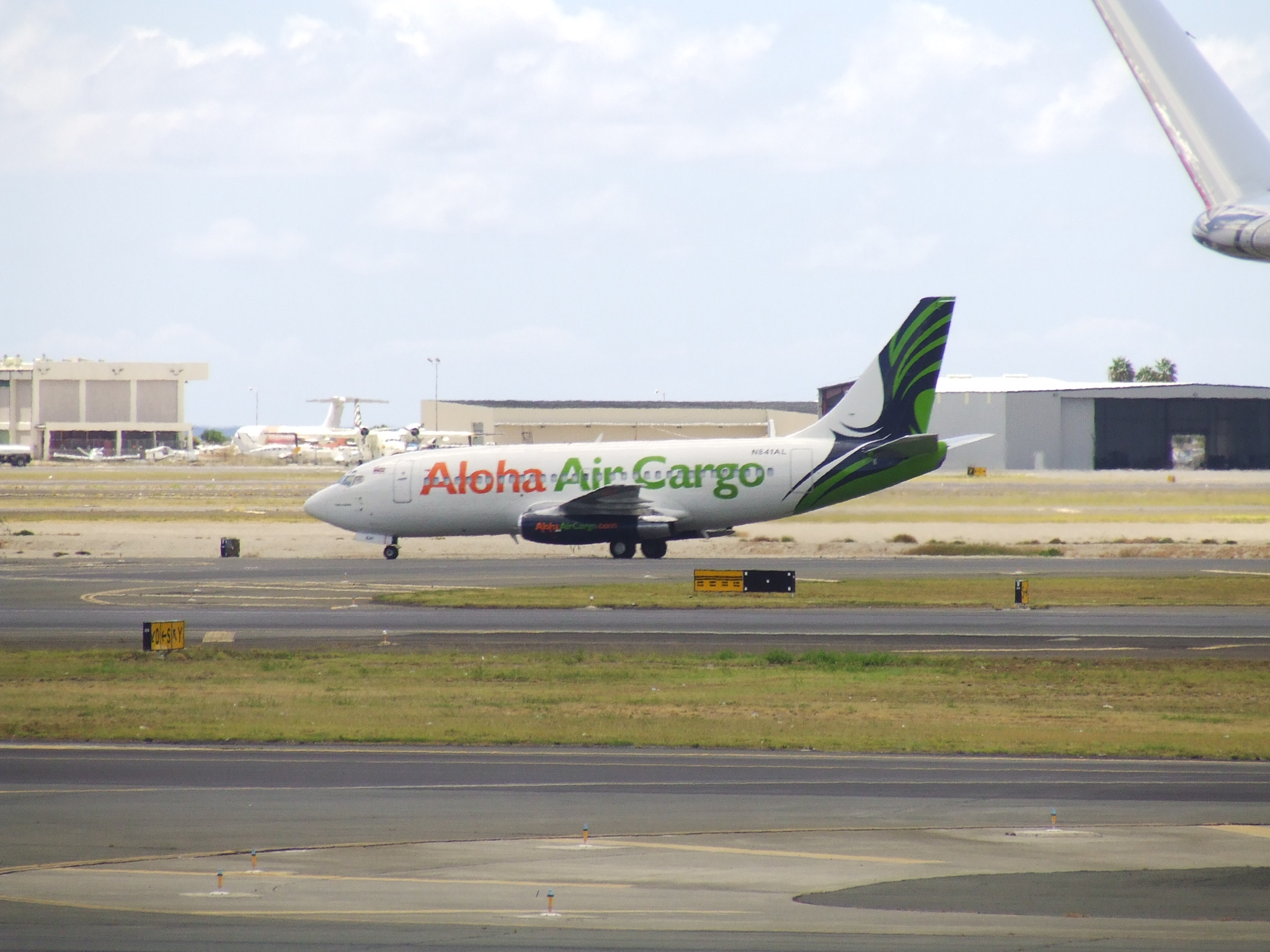
Boeing 737-200 należący do Aloha Air Cargo

Aloha Air Cargo – firma zajmująca się frachtem lotniczym. Rozpoczęła działalność w 2008 na terenie Hawajów. Powstała w wyniku reorganizacji firmy Aloha Airlines. Głównym węzłem linii lotniczej jest Port lotniczy Honolulu. Aloha Air Cargo wykorzystuje głównie samoloty typu Boeing 737-300.

## Historia
Aloha Air Cargo została założona w 2008. Powstała w wyniku przekształcenia Aloha Airlines zajmującej się lotami pasażerskimi w firmę wykonującą loty towarowe. Początkowo działalność Aloha Air Cargo polegała na przewożeniu ładunków w ładowniach regularnych lotów pasażerskich. Wykorzystywano do tego samoloty Boeing 737-200 QC, przystosowane do szybkiej zmiany przeznaczenia samolotu. 31 marca 2008 linie lotnicze Aloha Airlines zamknęły swoją działalność, wstrzymując przewozy pasażerskie. Krótko po tym działalność rozpoczęła Aloha Air Cargo wykorzystując nowe samoloty typu Boeing 737-300 oraz 767-300.
Aloha Air Cargo wykonywała loty na wszystkie główne lotniska na terenie stanu Hawaje, w tym Honolulu, Kahului, Lihue, Hilo i Kona. Dzięki współpracy z innymi liniami lotniczymi z Hawajów i przewoźnikami międzynarodowymi, Aloha Air Cargo może także dostarczać ładunki na terenie całego globu.

## Przewożone ładunki
Aloha Air Cargo przewozi produkty takie jak: produkty piekarnicze, ryby, owoce morza, żywe zwierzęta, produkty o krótkim terminie przydatności do spożycia, kwiaty cięte oraz owoce tropikalne. Firma udostępnia usługę chłodzenia przewożonych towarów w trakcie transportu.

## Czarter
Aloha Air Cargo oprócz lotów frachtowych wykonuje loty czarterowe między wszystkimi głównymi portami lotniczymi na Hawajach. Wykonuje także loty za pośrednictwem siostrzanej firmy Northern Air Cargo. Firma wykonuje loty między innymi dla grup muzycznych, sportowych lub szkolnych.

## Flota
Aloha Air Cargo posiada głównie samoloty typu Boeing 737-300 przystosowane do lotów towarowych.
| Nazwa samolotu | Liczba egzemplarzy |
| -------------- | ------------------ |
| 737-300        | 4                  |
| 767-300        | 1                  |
| Suma           | 5                  |